# Asch (ägyptische Mythologie)
Asch ist eine Gottheit der altägyptischen Mythologie. Er war der Gott der westlichen Oasen.

## Darstellung
Dargestellt wird er in menschlicher Gestalt mit dem unidentifizierbaren Kopf des Seth-Tieres, was zu Verwechselungen führen kann. Deshalb wurde sein Name in Hieroglyphen stets beigefügt, oft trägt Asch seinen Namen auf einer Standarte vor sich her. Bereits unter Seth-Peribsen ist Asch vorwiegend in Menschengestalt zu sehen. Er trägt zusätzlich die Weiße Krone Oberägyptens. 

## Mythologie
Asch gilt als „Herr von Libyen“ und Gott der westlichen Wüste (Sahara), einschließlich des Fayyum-Beckens. Damit war er gewissermaßen das „westliche Gegenstück“ zu Sopdu, dem Herrn der Ostwüsten. Er war nicht nur Gott der unfruchtbaren Wüste, sondern auch Gott der fruchtbaren Oasen. Er wurde in frühdynastischer Zeit noch hauptsächlich als lokaler Gott der Quellen und der Fruchtbarkeit verehrt. Diese Rolle teilte er sich noch mit dem Berg- und Quellgott Ha. Sein Haupt-Kultort lag im Fayyum. In saïtischer Zeit erhielt er den Beinamen „Bezwinger der Libyer“.

## Belege
Die frühesten greifbaren Erwähnungen dieser Gottheit finden sich auf Tonsiegeln aus der Regierungszeit des frühägyptischen Königs Peribsen (2. Dynastie). Dort ist er in anthropomorpher Gestalt zu sehen, sein Name ist in Hieroglyphen stets beigefügt. Ansonsten ist Asch in der Geschichte Ägyptens äußerst selten belegt, er wird im Pyramidentempel des Sahure (5. Dynastie) bei Abusir erwähnt, ein weiteres Mal in einer Tempelszene aus der Saïtenzeit (26. Dynastie). In seiner Verehrung als Wüstengott entstand bereits sehr früh die Verbindung zu dem Wind- und Wüstengott Seth, dem Gott Horus von Libyen und Ha. Während des Alten Reiches aber verschmolz er offenbar zunächst mit Seth, bevor er später von Ha weitestgehend verdrängt wurde. Vermutlich hing dies mit der aufkommenden Anfeindung Seths im Mittleren Reich zusammen.